# Elpidios (Baumeister)
Elpidios (altgriechisch Ἐλπιδίος) war ein griechischer Baumeister (οἰκοδόμος).
Elpidios war in der Spätantike in Athen tätig und ist nur bekannt von einer christlichen Grabinschrift.